# Desarrollo preclínico
En el área de desarrollo de fármacos, desarrollo preclínico, también conocido como estudios preclínicos y estudios no clínicos, es una etapa de investigación que empieza antes de que los Ensayos clínicos (pruebas en humanos) puedan empezar, y durante la cual iterativas pruebas de viabilidad importantes e información de seguridad de fármacos son recopilados.
Para el desarrollo de fármacos y/o medicamentos, es necesario recorrer un largo camino que se denomina desarrollo preclínico, también conocido como estudios preclínicos o estudios no clínicos, el Instituto Nacional de Cáncer de los Estados Unidos de América en su versión en español lo define como "Investigación que se realiza utilizando animales para descubrir si un medicamento, un procedimiento o un tratamiento tiene posibilidades de ser útil. Los estudios preclínicos se llevan a cabo antes de realizar cualquier prueba en seres humanos". Durante este periodo se realizan diferentes pruebas e incluso se emplean diversos modelos que de manera repetitiva se realizan para asegurar la efectividad y en lo posible la inocuidad del compuesto o formula que se analiza. Estos modelos pueden ser pruebas in vitro, in vivo y en animales completos.
Los objetivos principales de los estudios preclínicos son determinar la dosis segura para el primer estudio en humanos y evaluar el perfil de seguridad de un producto. Los productos pueden incluir dispositivos médicos nuevos, fármacos, soluciones de terapia del gen y herramientas de diagnóstico.
Los objetivos principales de los estudios preclínicos  tanto in vitro como in vivo (modelos animales ) son determinar la dosis segura para el primer estudio en humanos y evaluar el perfil de seguridad de un producto cuyos resultados comprueben sólidamente que su uso será seguro, sin eventos adversos graves. Los productos pueden incluir  herramientas de diagnóstico, dispositivos médicos nuevos, fármacos, medicamentos y soluciones de terapia génica.
En promedio, solo uno de cada 5,000 compuestos que son introducidos al descubrimiento de fármacos en la etapa de desarrollo preclínico deviene en un fármaco aprobado .
El proceso de investigación y desarrollo de un fármaco o medicamento tiene varias etapas. Éste es un proceso largo (9 a 13años) y no necesariamente eficaz, considerando que aproximadamente de 10,000 potenciales compuestos sólo uno de ellos se lanzará al mercado para su comercialización y uso. 

## Tipos de investigación preclínica
Cada clase de producto puede ser sometido a diferentes tipos de investigación preclínica. Por ejemplo, los medicamentos pueden ser sometidos a la farmacodinámica (lo que la droga le hace al cuerpo) (PD), la farmacocinética (lo que el cuerpo le hace a la droga) (PK), ADME, y a pruebas de toxicología. Este tipo de datos permite a los investigadores estimar alométricamente una dosis inicial de la droga para los ensayos clínicos en seres humanos. Los dispositivos médicos que no tienen la droga adosada no son sometidos a estas pruebas adicionales y pueden ir directamente a pruebas de buenas prácticas de laboratorio (BPL)  para la seguridad del dispositivo y sus componentes. Algunos dispositivos médicos también será sometidos a pruebas de biocompatibilidad que ayudan a mostrar si un componente del dispositivo o todos los componentes son sostenibles en un modelo con vida. La mayoría de los estudios preclínicos deben adherirse a los BPLs dentro de las Pautas de la ICH para que sean aceptables para su presentación a las agencias regulatorias, tales como la Administración de Drogas Y Alimentos de los Estados Unidos.
Normalmente, pruebas tanto in vitro como in vivo se realizarán. Los estudios sobre la toxicidad de un fármaco incluyen cuales son los órganos a los que está dirigido, así como si hay algún efecto carcinógeno a largo plazo o efectos tóxicos en la reproducción de los mamíferos.
Normalmente, pruebas tanto in vitro como in vivo se realizarán. Los estudios sobre la toxicidad de un fármaco incluyen cuales son los órganos a los que está dirigido, así como si hay algún efecto carcinógeno a largo plazo o efectos tóxicos en la reproducción de los mamíferos. En este punto de abren dos consideraciones importantes: en los ensayos in vitro se observará solo el efecto del fármaco en la formulación, mientras que en los in vivo se observará el efecto de la formulación en su totalidad.

## Experimentación con animales
La información obtenida en estos estudios es vital para que se puedan iniciar las pruebas en humanos en un ambiente más controlado y disminuyendo los riesgos de toxicidad y de reacciones adversas considerablemente. Normalmente, en los estudios de desarrollo de medicamentos, la experimentación con animales implica el uso de dos especies. Los modelos más utilizados son los murinos y los caninos, aunque los primates y porcinos también se utilizan.

### Selección de especies
La selección de especies está basada en cuál dará la mejor correlación con las pruebas en humanos.  Diferencias en la tripa, actividad enzimática, sistema circulatorio, u otras consideraciones hacen que ciertos modelos resulten más apropiados basados en la forma de dosificación, sitio de actividad, o metabolitos nocivos.  Por ejemplo, los caninos pueden no ser buenos modelos para las formas de dosificación orales sólidas porque el intestino del carnívoro característico es subdesarrollado comparado con el del omnívoro, y la velocidad del vaciamiento gástrico es aumentada.  Asimismo, los roedores no pueden actuar como modelos para antibióticos porque la resultante alteración a su flora intestinal causa efectos adversos significativos.  Dependiendo de los grupos funcionales de un fármaco,  puede ser metabolizado de maneras similares o diferentes entre especies, lo que afectará tanto la eficacia como la toxicología.
En los estudios de dispositivos médicos también se utiliza esta premisa básica.  La mayoría de los estudios son llevados a cabo en especies más grandes como perros, cerdos y ovejas las cuales permiten realizar las pruebas en un modelo de un tamaño similar a un humano.  Además, algunas especies con utilizadas para semejanza en órganos específicos o fisiología del sistema de órganos (la porcina para estudios dermatológicos y de stent coronarios; cabras para estudios de implantes mamarios; perros para estudios gástricos y de cáncer; etc.).
Es importante observar que las pautas reguladoras de la FDA, EMA, y otras autoridades internacionales y regionales similares normalmente requieren testeo de seguridad en al menos dos especies de mamíferos, incluyendo una especie que no sea roedor, con anterioridad a la autorización de pruebas en humanos.

### Cuestiones éticas
La experimentación con animales en la industria farmacéutica basada en la investigación ha sido reducida en años recientes por razones tanto éticas como de costos.  Sin embargo, la mayoría de las investigaciones todavía involucrarán la experimentación basada en animales por la necesidad de semejanza en anatomía y fisiología que es requerida para diversos desarrollos de productos.

## Nivel sin efecto adverso observable
Basándose en ensayos preclínicos, se establece el Nivel sin efecto adverso observable (NOAEL) en los fármacos, el cual es usado para determinar los niveles de dosificación de la fase inicial 1 de los ensayos clínicos en una base de masa de IFA por masa del paciente.  Generalmente un factor de incertidumbre o un "margen de seguridad" del 1/100 es incluido para dar cuenta de las diferencias entre especies (1/10) y entre individuos (1/10).